# Carita Holmström
Carita Elisabeth Holmström (* 10. Februar 1954 in Helsinki) ist eine finnische Pianistin, Sängerin und Komponistin. Im Jahr 1974 vertrat sie Finnland beim Eurovision Song Contest.

## Leben
Bereits vor ihrem Auftritt beim Eurovision Song Contest 1974 hatte sich Carita Elisabeth Holmström als Pop- und Jazzsängerin einen Namen gemacht: 1973 wurde ihr erstes Album We Are What We Do in Finnland „Platte des Jahres“. Sie vertrat Finnland beim Eurovision Song Contest mit dem Titel Keep Me Warm und belegte den 13. Platz.
Carita Holmströms Schaffen umfasst die unterschiedlichsten Genres, sie ist als Sängerin, Pianistin und Gitarristin im Jazz-, Pop-, Latin- und Klassikbereich tätig. Marc Levin holte sie 1975 für sein Album Social Sketches, das bei Enja erschien. Seit 1976 betätigt sie sich auch als Komponistin im Theaterbereich und komponiert Musik zu Musicals, einer Kammeroper und anderen Theaterstücken. So schrieb sie etwa die Musik zum Musical Kick (Libretto von Marina Meinander), dessen Songs als CD-Einspielung vorliegen und das auch in Deutschland bereits aufgeführt wurde.
Holmström schloss 1979 an der Sibelius-Akademie in Helsinki eine Ausbildung zur klassischen Pianistin ab. Ab 1983 unterrichtete sie an der Sibelius-Akademie Klavier, Improvisation und Harmonielehre.

## Diskografie
Alben
- We Are what We Do (1973)
- Toinen levy (1974)
- Two Faces (1980)
- Aquamarin (1984)
- Time of Growing (1990)
- Duo! (1994)
- Jos tänään tuntis’ huomisen 1973–1974 (If Today Would Know Morrow)